# Julius Dolanský
Julius Dolanský, vlastním jménem Julius Heidenreich (23. února 1903 Všetuly – 26. dubna 1975 Praha), byl český a československý literární historik, politik Československé sociální demokracie, později Komunistické strany Československa a poúnorový poslanec Národního shromáždění ČSR.

## Biografie
Jeho původní jméno bylo Julius Heidenreich. Dne 9. listopadu 1945 si zvolil příjmení Dolanský. Jeho manželkou byla operní pěvkyně, divadelní a hudební referentka a překladatelka Jelena Holečková-Dolanská (1899–1980).
V letech 1914–1915 studoval na gymnáziu ve Strážnici a později na gymnáziu v Kroměříži, kde maturoval roku 1922. Absolvoval Filozofickou fakultu Masarykovy univerzity, kde se zaměřoval na češtinu, němčinu a slovanskou literaturu. Jeho učitelem byl Arne Novák. V roce 1927 získal doktorát prací na téma Vliv Mickiewiczův na českou literaturu předbřeznovou. V letech 1926–1928 učil na reálce v Brně a v letech 1928–1930 působil jako stipendista na jugoslávských univerzitách v Bělehradě, Záhřebu a Lublani. Pak až do roku 1945 byl profesorem na reálných gymnáziích v Praze. V roce 1933 se habilitoval v oboru srovnávacích dějin slovanských literatur na Filozofické fakultě Univerzity Karlovy, kde učil jako soukromý docent až do uzavření českých vysokých škol v roce 1939. Už před druhou světovou válkou byl členem Slovanského ústavu a zasedal v redakční radě Ottova slovníku naučného nové doby. Byl rovněž aktivní ve Společnosti pro kulturní a hospodářské styky se SSSR a v Československo-jihoslovanské lize. Za okupace byl kratší dobu vězněn na Pankráci.
Po válce byl jmenován profesorem oboru jugoslávských jazyků a literatur na Filozofické fakultě Univerzity Karlovy. Zde učil až do roku 1971. Do zrušení Sokola v roce 1952 byl aktivní i v této organizaci. Působil jako sekční šéf Ministerstva informací. Zabýval se pedagogikou a literaturou. Vydával díla o sovětských spisovatelích. V letech 1952–1963 byl ředitelem Slovanského ústavu Československé akademie věd. Byl členem Československého komitétu slavistů (od roku 1956) a Mezinárodního komitétu slavistů, v němž v letech 1963–1970 působil jako místopředseda. Dále byl místopředsedou Literárněvědné společnosti při Československé akademii věd a předsedou Kruhu přátel Jaroslava Vrchlického. Byl též členem Moravského kola spisovatelů.

## Politická činnost
Po únorovém převratu roku 1948 patřil k frakci Československé strany sociálně demokratické (ČSSD) loajální vůči Komunistické straně Československa (KSČ), která v této straně převzala moc a již 27. června 1948 se podvolila sloučení s KSČ. Ve volbách roku 1948 byl zvolen do Národního shromáždění za ČSSD ve volebním kraji Praha. Po sloučení ČSSD s KSČ přešel v červnu 1948 do poslaneckého klubu komunistů. V parlamentu zasedal až do konce funkčního období, tedy do voleb v roce 1954. Zastával i stranické posty. Krátce po sloučení sociální demokracie s KSČ byl kooptován jako náhradník Ústředního výboru KSČ. Do funkce člena ÚV KSČ ho zvolil IX. sjezd KSČ. V roce 1949 mu byl udělen Řád 25. února, v roce 1960 Řád republiky a v roce 1968 Řád práce.